# Filomena Lopatynska

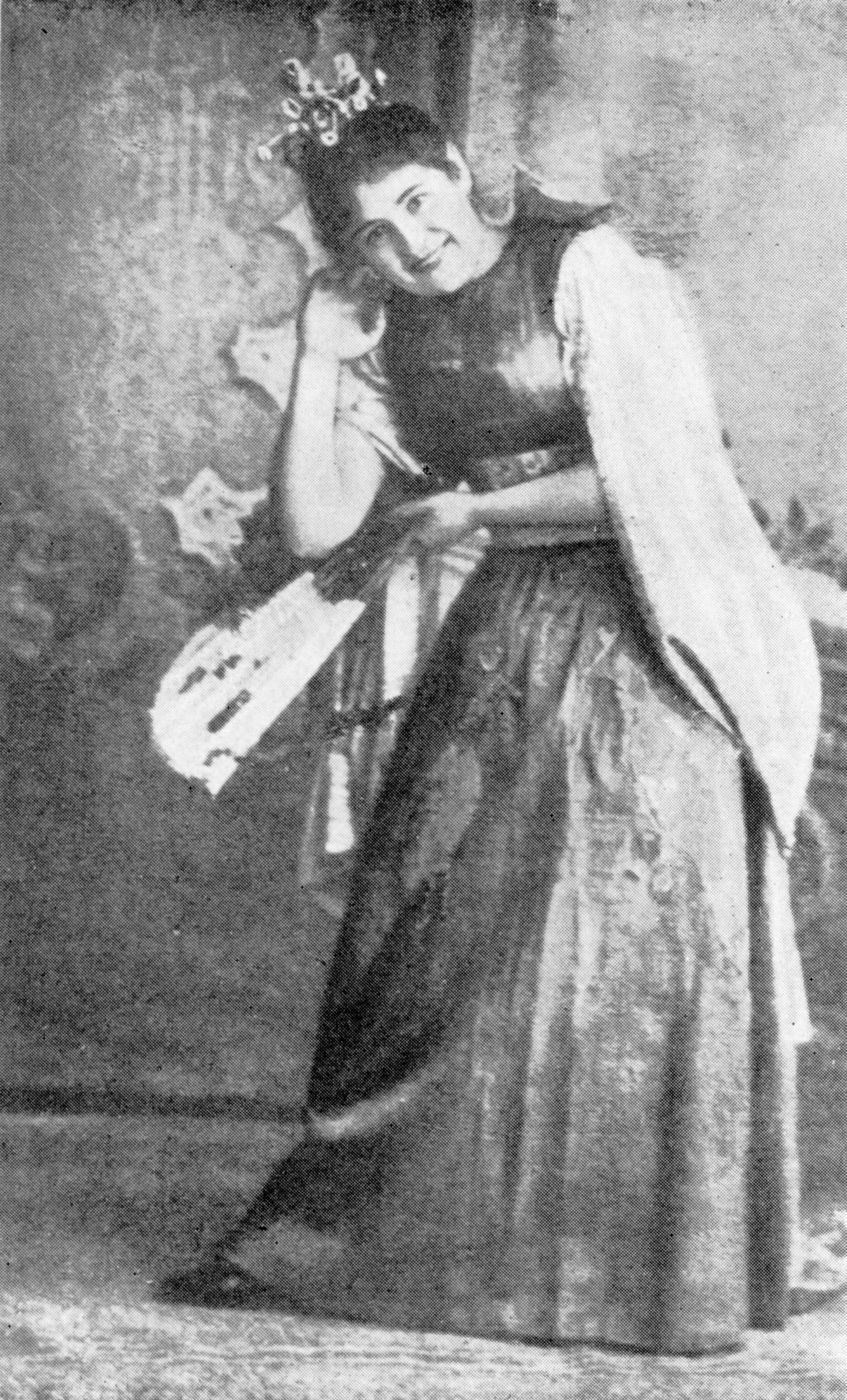
Filomena Lopatynska in der Rolle der Cio-Cio-San in Madama Butterfly

Filomena Mykolajiwna Lopatynska (ukrainisch Філомена Миколаївна Лопатинська, * 1873 in Czernowitz, Kronland Bukowina; † 26. März 1940 in Odessa, USSR) war eine sowjetisch-ukrainische Schauspielerin und Opernsängerin (Sopran).

## Biografie
In den Jahren 1888 bis 1890 sang sie im Czernowitzer Studentenchor unter der Leitung von Stepan Smal-Stozkyj, bei dem sie ihren ersten Gesangsunterricht erhielt. Von 1890 bis 1899 war sie Schauspielerin am Theater der Ruthenischen Konversationsgesellschaft in Lwiw, wo sie hauptsächlich in Gesangsrollen in Dramen auftrat. Außerdem trat sie in der Nationaloper Lwiw auf. 1904 schloss sie die Nationale Musikakademie in Lwiw ab. Sie ließ sich an der Universität für Musik und darstellende Kunst Wien ausbilden, um ihren deutschen Gesang zu verbessern.
Von 1899 bis 1912 trat sie in deutschen, polnischen und ukrainischen Theatern in Czernowitz und Lwiw auf. In den Jahren 1913 bis 1914 gab sie Konzerte. Von 1915 bis 1916 war sie bei Les Kurbas Ternopiler Theaterabenden. Von 1916 bis 1923 trat sie in Theatern in Galizien und der restlichen Ukraine, darunter in der neu gegründeten Gesellschaft ukrainischer Schauspieler unter der Leitung von Marija Sankowezka und Panas Saksahanskyj, auf. Ab Mitte der 1920er Jahre lebte sie in der USSR.
Zu ihren wichtigeren Rollen gehörten unter anderen Cio-Cio-San in Madama Butterfly, Maryna in Nadija Kybaltschytschs Katrya Tschajkiwna, Tatjana in Eugen Onegin und die Titelrollen in Halka und Carmen.